# Pogonota pallida
Pogonota pallida är en tvåvingeart som beskrevs av Malloch 1931. Pogonota pallida ingår i släktet Pogonota och familjen kolvflugor. Inga underarter finns listade i Catalogue of Life.